# Marnon-Thomas Busch
Marnon-Thomas Busch (Stade, 8 dicembre 1994) è un calciatore tedesco, difensore dell'Heidenheim.

## Caratteristiche tecniche
Gioca come terzino destro, ma può essere impiegato anche a centrocampo.

## Carriera

### Club
Ha giocato nella prima e nella seconda divisione tedesca.

### Nazionale
Ha giocato nella nazionale tedesca Under-19.

## Palmarès

### Club

#### Competizioni nazionali
- Campionato tedesco di seconda divisione: 1

Heidenheim: 2022-2023